# Liste der Kreisstraßen im Kreis Soest
Die Liste der Kreisstraßen im Kreis Soest ist eine Auflistung der Kreisstraßen im Kreis Soest, Nordrhein-Westfalen.

## Abkürzungen
- K: Kreisstraße
- L: Landesstraße

## Liste
Die Kreisstraßen behalten die ihnen zugewiesene Nummer innerhalb von Nordrhein-Westfalen auch bei einem Wechsel in einen anderen Kreis oder in eine kreisfreie Stadt. Nicht vorhandene bzw. nicht nachgewiesene Kreisstraßen werden in Kursivdruck gekennzeichnet, ebenso Straßen und Straßenabschnitte, die unabhängig vom Grund (Herabstufung zu einer Gemeindestraße oder Höherstufung) keine Kreisstraßen mehr sind.
Der Straßenverlauf wird in der Regel von Nord nach Süd und von West nach Ost angegeben.
| Nr.   | Verlauf |
| ----- | --- |
| K 1   | (K 1 in Hamm) – Kreisgrenze – K 19 – L 747 in Dorfwelver |
| K 2   | L 795 in Meyerich – L 669 – Flerke – K 4 – Niederbergstraße – Oberbergstraße – Westönnen – L 969 – |
| K 3   | L 747 in Schwefe – K 12 – Merklingsen – Ostönnerlinde – K 13 – Ostönnen – L 969 – L 745 – Mawicke – Gerlingen – K 5 – Ruhne – K 8 – |
| K 4   | L 795 in Werl – K 2 – Niederbergstraße – L 747 – Einecke – K 7 – Borgeln – L 670 |
| K 5   | K 3 in Gerlingen – L 745 – Sieveringen – K 13 – K 11 – Röllingsen – Epsingsen – K 9 – Meiningsen – Deiringsen – K 20 – Ruploh – L 670 – Hiddingsen – Müllingsen – K 77 – Elfsen – K 23 – L 747 – Opmünden – L 856 – K 43 – K 37 – Bad Sassendorf – L 688 – K 41 – Weslarn – L 746 – K 6 – L 636 in Hovestadt                                             |
| K 6   | L 795 – Recklingsen – K 17 – L 670 – Berwicke – K 7 – Stocklarn – K 10 – – K 36 – Brockhausen – K 5 |
| K 7   | K 6 in Stocklarn – Auf der Huer – L 670 – Borgeln – K 4 – Schwefe – L 747 – K 13 – Paradiese bei Soest – K 11 – L 969 in Ampen |
| K 8   | K 3 in Ruhne – Bremen – – Niederense – L 745 – Günne – K 20 – Delecke – Körbecke – K 31 – K 32 – Stockum – L 857 – Wamel – K 35 – Völlinghausen – K 33 – Eickhoff – – L 856 – K 74 – K 33 – L 856 – Haarhöfe – K 28 – L 748 – Waldhausen – K 27 – Uelde – K 64 – – Effeln – K 70 – Menzel – L 735 – Kellinghausen – L 536 – K 45 – K 66 in Heddinghausen |
| K 9   | – Bittingen – Hewingsen – Meiningserbauer – K 5 – Meiningsen – Soest |
| K 10  | K 6 – Katrop – K 11 – L 670 – L 746 in Soest |
| K 11  | K 10 in Katrop – Meckingsen – L 670 – Hattrop – L 747 – Paradiese bei Soest – K 13 – Enkesen bei Soest – L 969 – Röllingsen – K 5 – Sieveringen – Bilme – Volbringen – L 745 – Oberense – ehemalige K 8 |
| K 13  | K 7 in Schwefe – K 11 – Enkesen bei Soest – K 3 – Ostönnen – L 969 – Sieveringen – K 5 |
| K 14  | (K 14 in Hamm) – Kreisgrenze – K 19 – Illingen – L 669 in Scheidingen |
| K 15  | K 16 – Kreisgrenze – (K 15 im Kreis Warendorf) – Kreisgrenze – Cappel – K 54 – K 75 – Bad Waldliesborn – K 53 – |
| K 16  | L 793 – K 15 – Rassenhövel – Kreisgrenze – (K 16 im Kreis Warendorf) |
| K 17  | L 795 in Welver – L 747 – Klotingen – L 669 – K 6 |
| K 18  | (K 18 in Hamm) – Kreisgrenze – Sönnern – – Budberg – K 18n – Büderich – Schlückingen – L 673 in Wiehagen |
| K 18n | K 18 – in Büderich |
| K 19  | L 667 – K 14 in Illingen |
| K 20  | Soest – Deiringsen – K 5 – Theiningsen – – K 8 in Günne |
| K 21  | in Wimbern – Kreisgrenze – (K 21 im Märkischen Kreis) |
| K 22  | L 732 in Echthausen – Kreisgrenze – (K 22 im Hochsauerlandkreis) |
| K 23  | K 5 in Elfsen – Beusingsen – K 44 – Neuengeseker Heide – L 688 – K 28 – Herringsen – K 59 – Altenmellrich – L 748 – Mellrich – K 64 – L 747 in Anröchte |
| K 24  | (K 24 im Kreis Warendorf) – Kreisgrenze – L 793 – Kreisgrenze in der Mitte der Straße – Kreisgrenze – (K 24 im Kreis Warendorf) |
| K 25  | (K 25 im Kreis Warendorf) – Kreisgrenze – L 822 in Lippborg |
| K 26  | L 732 – K 30 – Hünningen – L 732 in Höingen |
| K 27  | L 856 in Niederbergheim – K 28 – Allagen – Sichtigvor – – Mülheim – K 8 in Waldhausen |
| K 28  | L 747 – Herringsen – K 23 – Brüllingsen – K 31 – K 8 – Haarhöfe – K 74 – Westendorf – – Allagen – K 27 |
| K 29  | L 808 – Schallern – K 40 – Lohne – L 856 – Enkesen bei Bad Sassendorf – L 688 in Neuengeseke |
| K 30  | L 795 in Werl – Vierhausen – Waltringen – L 673 – K 26 |
| K 31  | L 857 – K 8 – Körbecke – K 32 – alte K 8 – L 857 – Echtrop – K 35 – L 856 – Ellingsen – K 28 in Brüllingsen |
| K 32  | – Büecke – – Körbecke – K 31 – K 8 |
| K 33  | – K 8 in Völlinghausen |
| K 34  | L 782 in Lipperbruch – L 822 in Lippstadt |
| K 35  | K 31 in Echtrop – – K 8 in Wamel |
| K 36  | L 636 in Hovestadt – Nordwald – K 6 – Brockhausen – Thöningsen – K 37 – |
| K 37  | – Thöningsen – K 36 – Kutmecke – L 746 – L 688 – K 43 in Bad Sassendorf |
| K 38  | (K 38 in Hamm) – Kreisgrenze – Hilbeck – – Kreisgrenze – (K 38 im Kreis Unna) |
| K 39  | K 5 in Weslarn – K 41 in Bettinghausen |
| K 40  | L 746 in Eickelborn – Lohe – K 42 – Wiggeringhausen – L 808 – K 46 – Schallern – K 29 – L 856 – Seringhausen – L 808 |
| K 41  | L 808 in Bettinghausen – K 39 – K 5 |
| K 42  | L 746 in Ostinghausen – Lohe – K 40 – L 636 – Benninghausen – L 848 – Hellinghausen – K 48 – L 748 in Lippstadt |
| K 43  | L 746 in Soest – – K 37 in Bad Sassendorf |
| K 45  | L 878 – K 50 – Eringerfeld – Langenstraße – L 747 – K 8 – Heddinghausen – L 776 – Hemmern – K 78 – K 76 – Meiste – K 65 – Kneblinghausen – |
| K 46  | K 40 – L 808 – Horn – L 848 – K 49 – K 47 – Ost-Norddorf – L 636 |
| K 47  | L 636 – L 848 – Norddorf – K 46 – L 748 in Stirpe |
| K 48  | K 42 – Overhagen – L 636 – L 748 – Weckinghausen – in Erwitte |
| K 49  | K 46 in Horn – Berenbrock – L 856 |
| K 50  | L 822 in Lipperode – L 636 – Rixbeck – K 51 – L 536 – L 875 – K 56 – – Mittelhausen – L 878 – K 45 – Eringerfeld – Kreisgrenze – (K 50 im Kreis Paderborn) |
| K 51  | Lippstadt – – Rixbeck – K 50 – K 52 – Dedinghausen – Ehringhauser Heide – L 878 – Ehringhausen – K 67 – L 749 in Geseke |
| K 52  | L 636 in Esbeck – K 51 in Dedinghausen |
| K 53  | K 15 in Bad Waldliesborn – Kreisgrenze – (K 53 im Kreis Gütersloh) |
| K 54  | (K 54 im Kreis Gütersloh) – Kreisgrenze – (K 54 im Kreis Warendorf) – Kreisgrenze mit dem Kreis Warendorf in der Straßenmitte – (K 54 im Kreis Warendorf) – Kreisgrenze – K 15 in Bad Waldliesborn |
| K 56  | in Erwitte – Bad Westernkotten – K 57 – Bökenförde – L 536 – L 875 |
| K 57  | L 536 in Lippstadt – Bad Westernkotten – K 56 – |
| K 58  | (K 58 im Kreis Paderborn) – Kreisgrenze – L 549 in Geseke |
| K 59  | L 808/L 856 in Schmerlecke – K 40 – Seringhausen – Altengeseke – L 747 – K 23 |
| K 61  | (K 61 im Kreis Paderborn) – Kreisgrenze – L 749 |
| K 62  | L 536 – Westereiden – K 63 – L 747 – Hoinkhausen – L 735 in Nettelstädt |
| K 63  | K 62 in Westereiden – Oestereiden – L 536 – L 747 |
| K 64  | L 808 in Klieve – L 747 – Waltringhausen – Mellrich – K 23 – K 8 in Uelde |
| K 65  | (K 65 im Kreis Paderborn) – Kreisgrenze – K 45 in Kneblinghausen |
| K 66  | L 747 in Langenstraße – Heddinghausen – K 8 – L 776 – K 78 |
| K 67  | L 878 in Ehringhausen – Langeneicke – L 875 – |
| K 68  | L 735 in Suttrop – Kallenhardt – L 776 |
| K 69  | in Warstein – L 735 in Warstein |
| K 70  | K 8 in Effeln – L 735 in Altenrüthen |
| K 71  | L 856 – Hirschberg – K 72 – L 735 |
| K 72  | K 71 in Hirschberg – L 735 in Hirschberg |
| K 73  | in Hultrop – Wiltrop – in Oestinghausen |
| K 74  | in Eickhoff – Oberbergheim – K 28 |
| K 75  | in Lipperbruch – Bad Waldliesborn – K 15 – L 822 in Lippstadt |
| K 76  | L 741 in Rüthen – L 776 – K 45 |
| K 77  | Soest – – K 5 – L 857 |
| K 78  | (K 78 im Kreis Paderborn) – Kreisgrenze – K 66 – K 45 in Hemmern |

## Quelle
- Landesvermessungsamt Nordrhein-Westfalen, Kreiskarte Nr. 16: Kreis Soest